# Aureilhan (Landes)
Aureilhan é uma comuna francesa na região administrativa da Nova Aquitânia, no departamento Landes. Estende-se por uma área de 11,47 km². Em 2010 a comuna tinha 1 099 habitantes (densidade: 95,8 hab./km²).